# Gerte Buchheit
Gerte Buchheit (* 20. Januar 1972 als Gerte John) ist eine ehemalige deutsche Ruderin, die 1995 Weltmeisterschaftszweite und 1996 Weltmeisterschaftsdritte im Vierer ohne Steuerfrau war.

## Karriere
Gerte Buchheit ruderte für den Ruderklub am Wannsee in Berlin. 1990 gewann sie mit dem Vierer ohne Steuerfrau die Bronzemedaille bei den Juniorenweltmeisterschaften.
In den Jahren von 1991 bis 1997 ruderte Gerte Buchheit bei den Deutschen Meisterschaften im Achter immer auf einen der vorderen drei Plätze, 1994 gewann sie den Titel. 1993 ruderte sie bei den Weltmeisterschaften im Zweier ohne Steuerfrau und erreichte den fünften Platz. Zwei Jahre später startete sie bei den Weltmeisterschaften 1995 zusammen mit Doreen Martin, Dana Pyritz und Anke Weiler im Vierer und gewann die Silbermedaille mit anderthalb Sekunden Rückstand auf das Boot aus den Vereinigten Staaten.
1996 wurde Gerte Buchheit Deutsche Meisterin im Vierer zusammen mit Lenka Wech, Doreen Martin und Claudia Barth. Bei den Weltmeisterschaften 1996 belegten die vier Ruderinnen den dritten Platz hinter den Booten aus den Vereinigten Staaten und aus Rumänien. Bei den Deutschen Meisterschaften 1997 gewann Gerte Buchheit im Zweier ohne Steuerfrau zusammen mit Kathleen Naser. Im Ruder-Weltcup erreichten die beiden bei der ersten Regatta den zweiten Platz, konnten aber die Form danach nicht mehr zeigen und belegten bei den Ruder-Weltmeisterschaften 1997 den neunten Platz.